# Фридрих III (Саксония-Гота-Алтенбург)
Вижте пояснителната страница за други личности с името Фридрих III.
Фридрих III фон Саксония-Гота-Алтенбург (на немски: Friedrich III von Sachsen-Gotha-Altenburg; * 14 април 1699, Гота; † 10 март 1772, Гота) от рода на Ернестински Ветини, е херцог на Саксония-Гота-Алтенбург (1732 – 1772).

## Живот
Той е първият син на херцог Фридрих II фон Саксония-Гота-Алтенбург (1676 – 1732) и съпругата му Магдалена Августа фон Анхалт-Цербст (1679 – 1740), дъщеря на княз Карл Вилхелм фон Анхалт-Цербст.
Херцог Фридрих III е един от кръстниците на британския крал Джордж III, който е негов племенник, син на сестра му Августа.
Той умира на 10 март 1772 г. в Гота на 72 години. Погребан е в градската църква „Св. Маргарета“ в Гота, в гробницата, където е погребан прадядо му херцог Ернст I Благочестиви.

## Фамилия
Фридрих III се жени на 17 септември 1729 г. в Гота за братовчедката си принцеса Луиза Доротея от Саксония-Майнинген (* 10 август 1710; † 22 октомври 1767), дъщеря на херцог Ернст Лудвиг I фон Саксония-Майнинген и Доротея Мария фон Саксония-Гота-Алтенбург. Те имат децата:
- Фридрих (1735 – 1756)
- Лудвиг (1735)
- мъртвороден син (*/† 1735, близнак на Лудвиг)
- мървородени синове близнаци (*/† 1739)
- Фридерика Луиза (1741 – 1776)
- Ернст II Лудвиг (1745 – 1804), херцог на Саксония-Гота-Алтенбург, женен на 21 март 1769 г. за Шарлота фон Саксония-Майнинген, дъщеря на херцог Антон Улрих фон Саксония-Майнинген и Шарлота Амалия фон Хесен-Филипстал
- София (1746)
- Август (1747 – 1806)